# Friedemann Bedürftig
Friedemann Bedürftig, född 12 december 1940 i Breslau (nuvarande Wrocław i Polen), död 30 november 2010 i Hamburg-Rissen, var en tysk journalist och författare. Han publicerade en rad böcker om historia.